# Kerékpározás az 1988. évi nyári olimpiai játékokon
Az 1988. évi nyári olimpiai játékokon a kerékpározás versenyszámai újabb női számmal (repülőverseny) bővült, így már kilenc bajnokot avattak.

## Éremtáblázat
Az egyes számoszlopok legmagasabb értéke, vagy értékei vastagítással kiemelve.
| Az 1988. évi nyári olimpiai játékok éremtáblázata kerékpározásban | Az 1988. évi nyári olimpiai játékok éremtáblázata kerékpározásban | Az 1988. évi nyári olimpiai játékok éremtáblázata kerékpározásban | Az 1988. évi nyári olimpiai játékok éremtáblázata kerékpározásban | Az 1988. évi nyári olimpiai játékok éremtáblázata kerékpározásban | Olimpia  |
| ----------------------------------------------------------------- | ----------------------------------------------------------------- | ----------------------------------------------------------------- | ----------------------------------------------------------------- | ----------------------------------------------------------------- | -------- |
|                                                                   | Ország                                                            | Arany                                                             | Ezüst                                                             | Bronz                                                             | Összesen |
| 1.                                                                | Szovjetunió (URS)                                                 | 4                                                                 | 1                                                                 | 2                                                                 | 7        |
| 2.                                                                | NDK (GDR)                                                         | 3                                                                 | 2                                                                 | 1                                                                 | 6        |
| 3.                                                                | Hollandia (NED)                                                   | 1                                                                 | 1                                                                 | 0                                                                 | 2        |
| 4.                                                                | Dánia (DEN)                                                       | 1                                                                 | 0                                                                 | 0                                                                 | 1        |
|                                                                   |                                                                   |                                                                   |                                                                   |                                                                   |          |
| 5.                                                                | Ausztrália (AUS)                                                  | 0                                                                 | 2                                                                 | 2                                                                 | 4        |
| 5.                                                                | NSZK (FRG)                                                        | 0                                                                 | 2                                                                 | 2                                                                 | 4        |
| 7.                                                                | Lengyelország (POL)                                               | 0                                                                 | 1                                                                 | 0                                                                 | 1        |
|                                                                   |                                                                   |                                                                   |                                                                   |                                                                   |          |
| 8.                                                                | Svédország (SWE)                                                  | 0                                                                 | 0                                                                 | 1                                                                 | 1        |
| 8.                                                                | Egyesült Államok (USA)                                            | 0                                                                 | 0                                                                 | 1                                                                 | 1        |
|                                                                   |                                                                   |                                                                   |                                                                   |                                                                   |          |
| Összesen                                                          | Összesen                                                          | 9                                                                 | 9                                                                 | 9                                                                 | 27       |

## Férfi

### Éremtáblázat
| Az 1988. évi nyári olimpiai játékok éremtáblázata férfi kerékpározásban | Az 1988. évi nyári olimpiai játékok éremtáblázata férfi kerékpározásban | Az 1988. évi nyári olimpiai játékok éremtáblázata férfi kerékpározásban | Az 1988. évi nyári olimpiai játékok éremtáblázata férfi kerékpározásban | Az 1988. évi nyári olimpiai játékok éremtáblázata férfi kerékpározásban | Olimpia  |
| ----------------------------------------------------------------------- | ----------------------------------------------------------------------- | ----------------------------------------------------------------------- | ----------------------------------------------------------------------- | ----------------------------------------------------------------------- | -------- |
|                                                                         | Ország                                                                  | Arany                                                                   | Ezüst                                                                   | Bronz                                                                   | Összesen |
| 1.                                                                      | NDK (GDR)                                                               | 3                                                                       | 1                                                                       | 1                                                                       | 5        |
| 1.                                                                      | Szovjetunió (URS)                                                       | 3                                                                       | 1                                                                       | 1                                                                       | 5        |
| 3.                                                                      | Dánia (DEN)                                                             | 1                                                                       | 0                                                                       | 0                                                                       | 1        |
|                                                                         |                                                                         |                                                                         |                                                                         |                                                                         |          |
| 4.                                                                      | Ausztrália (AUS)                                                        | 0                                                                       | 2                                                                       | 2                                                                       | 4        |
| 5.                                                                      | NSZK (FRG)                                                              | 0                                                                       | 1                                                                       | 2                                                                       | 3        |
| 6.                                                                      | Hollandia (NED)                                                         | 0                                                                       | 1                                                                       | 0                                                                       | 1        |
| 6.                                                                      | Lengyelország (POL)                                                     | 0                                                                       | 1                                                                       | 0                                                                       | 1        |
|                                                                         |                                                                         |                                                                         |                                                                         |                                                                         |          |
| 8.                                                                      | Svédország (SWE)                                                        | 0                                                                       | 0                                                                       | 1                                                                       | 1        |
|                                                                         |                                                                         |                                                                         |                                                                         |                                                                         |          |
| Összesen                                                                | Összesen                                                                | 7                                                                       | 7                                                                       | 7                                                                       | 21       |

### Érmesek

#### Országúti számok
| Az 1988. évi nyári olimpiai játékok érmesei országúti kerékpározásban |                                                                                | |                                                                                            |
| Versenyszám                                                           | Arany                                                                          | Ezüst | Bronz                                                                                      |
| Férfi országúti mezőnyverseny (196.8 km)                              | Olaf Ludwig · NDK (GDR) · 4:32:22.0                                            | Bernd Gröne · NSZK (FRG) · 4:32:25.0                                                                         | Christian Henn · NSZK (FRG) · 4:32:46.0                                                    |
| Országúti csapatverseny (100 km)                                      | NDK (GDR) · Uwe Ampler · Mario Kummer · Maik Landsmann · Jan Schur · 1:57:47.7 | Lengyelország (POL) · Joachim Halupczok · Zenon Jaskuła · Marek Leśniewski · Andrzej Sypytkowski · 1:57:54.2 | Svédország (SWE) · Anders Jarl · Björn Johansson · Jan Karlsson · Michel Lafis · 1:59:47.3 |

#### Pályakerékpár
| Az 1988. évi nyári olimpiai játékok érmesei pálya-kerékpározásban | |                                                                                          |                                                                                                 |
| Versenyszám                                                       | Arany | Ezüst                                                                                    | Bronz                                                                                           |
| Férfi pontverseny (50 km)                                         | Dan Frost · Dánia (DEN) · 38 p                                                                                       | Leo Peelen · Hollandia (NED) · 26 p                                                      | Marat Ganyejev · Szovjetunió (URS) · 46 p (1 kör hátrány)                                       |
| Repülőverseny (1000 m)                                            | Lutz Heßlich · NDK (GDR)                                                                                             | Nyikolaj Kovs · Szovjetunió (URS)                                                        | Gary Neiwand · Ausztrália (AUS)                                                                 |
| 1000 m időfutam                                                   | Alekszandr Kiricsenko · Szovjetunió (URS) · 1:04.499                                                                 | Martin Vinnicombe · Ausztrália (AUS) · 1:04.784                                          | Robert Lechner · NSZK (FRG) · 1:05.114                                                          |
| 4000 méteres üldözőverseny                                        | Gintautas Umaras · Szovjetunió (URS)                                                                                 | Dean Woods · Ausztrália (AUS)                                                            | Bernd Dittert · NDK (GDR)                                                                       |
| Férfi 4000 méter csapat üldözőverseny                             | Szovjetunió (URS) · Vjacseszlav Jekimov · Artūras Kasputis · Dmitrij Nyeljubin · Gintautas Umaras · Mindaugas Umaras | NDK (GDR) · Steffen Blochwitz · Roland Hennig · Carsten Wolf · Dirk Meier · Uwe Preißler | Ausztrália (AUS) · Brett Dutton · Wayne McCarney · Stephen McGlede · Dean Woods · Scott McGrory |

## Női

### Éremtáblázat
| Az 1988. évi nyári olimpiai játékok éremtáblázata női kerékpározásban | Az 1988. évi nyári olimpiai játékok éremtáblázata női kerékpározásban | Az 1988. évi nyári olimpiai játékok éremtáblázata női kerékpározásban | Az 1988. évi nyári olimpiai játékok éremtáblázata női kerékpározásban | Az 1988. évi nyári olimpiai játékok éremtáblázata női kerékpározásban | Olimpia  |
| --------------------------------------------------------------------- | --------------------------------------------------------------------- | --------------------------------------------------------------------- | --------------------------------------------------------------------- | --------------------------------------------------------------------- | -------- |
|                                                                       | Ország                                                                | Arany                                                                 | Ezüst                                                                 | Bronz                                                                 | Összesen |
| 1.                                                                    | Szovjetunió (URS)                                                     | 1                                                                     | 0                                                                     | 1                                                                     | 2        |
| 2.                                                                    | Hollandia (NED)                                                       | 1                                                                     | 0                                                                     | 0                                                                     | 1        |
|                                                                       |                                                                       |                                                                       |                                                                       |                                                                       |          |
| 3.                                                                    | NDK (GDR)                                                             | 0                                                                     | 1                                                                     | 0                                                                     | 1        |
| 3.                                                                    | NSZK (FRG)                                                            | 0                                                                     | 1                                                                     | 0                                                                     | 1        |
|                                                                       |                                                                       |                                                                       |                                                                       |                                                                       |          |
| 5.                                                                    | Egyesült Államok (USA)                                                | 0                                                                     | 0                                                                     | 1                                                                     | 1        |
|                                                                       |                                                                       |                                                                       |                                                                       |                                                                       |          |
| Összesen                                                              | Összesen                                                              | 2                                                                     | 2                                                                     | 2                                                                     | 6        |

### Érmesek
| Az 1988. évi nyári olimpiai játékok női érmesei kerékpározásban |                                            |                                        |                                                    |
| Versenyszám                                                     | Arany                                      | Ezüst                                  | Bronz                                              |
| Repülőverseny                                                   | Erika Salumäe · Szovjetunió (URS)          | Christa Luding · NDK (GDR)             | Cornelia Pareskevin-Young · Egyesült Államok (USA) |
| Országúti mezőnyverseny (70 km)                                 | Monique Knol · Hollandia (NED) · 2:00:52.0 | Jutta Niehaus · NSZK (FRG) · 2:00:52.0 | Laima Zilporytė · Szovjetunió (URS) · 2:00:52.0    |

## Magyar eredmények
- Somogyi Miklós pontverseny: 10. 13 pont (2 kör hátrány)-4000 m. üldözőverseny: helyezetlen